# Three of a Kind (film 1936)
Three of a Kind è un film del 1936, diretto da Phil Rosen. 